# Георгиева, Райна (революционер)
Райна Георгиева (полное имя Райна Попгеоргиева-Футекова; 18 января 1856, Панагюриште, Османская империя — 29 июля 1917, София, Третье Болгарское царство), также известная как «Райна-княгиня» — болгарская учительница из Панагюриште, участница Апрельского восстания 1876 года.

## Биография
Родилась 6 января 1856 [18 января 1856] в семье священника Георгия Тасова Футекова (активного участника развития народного образования и просвещения в Болгарии) и Ноны Налбантовой.
В возрасте семи лет начала обучение в школе Панагюриште (которой в это время руководила Елизавета Иванова Костова), после окончания которой была направлена для продолжения обучения в женскую пятиклассную гимназию в Старой Загоре. В гимназии обучалась за счёт средств семьи и общины (община предоставила средства на обучение с условием, что после окончания гимназии выпускница станет учительницей в родном городе), в 1874 году — с отличием завершила обучение в гимназии и возвратилась в Панагюриште и начала преподавание в городской школе, однако община была вынуждена сократить учительское жалование всем учителям после того, как турецкие власти (стремившиеся воспрепятствовать развитию болгарских школ) увеличили налоги на горожан.
В это время Панагюриште являлся одним из центров подготовки общеболгарского восстания против Османской империи (город с восьмитысячным населением был организационным центром 4-го округа восставших, здесь действовал подпольный революционный комитет).
В 1875 году Райна организовала в панагюрском женском училище благотворительное женское общество, при деятельности в котором познакомилась с организаторами и участниками готовящегося восстания.
Весной 1876 года по поручению руководителя подпольного комитета Георгия Бенковского она сшила знамя восставших.
14 апреля 1876 года в Обориште у отрогов Средна-Горы на собрании руководителей восстания в Пловдивском округе было утверждено решение о начале восстания 1 мая 1876 года, позднее начало восстания перенесли на 11 мая 1876 года, но в результате предательства о подготовке выступления стало известно турецким властям, начались аресты и 19 апреля 1876 года восстание началось раньше времени.
20 апреля 1876 года руководители восстания в Панагюриште ударили в набат на главной площади, повстанцы успешно взяли власть в городе, после чего началось формирование вооружённых отрядов, для воодушевления горожан было решено провести военный парад. Изначально планировалось, что знаменосцем станет повстанец Крайчо Самоходов, но по стечению обстоятельств колонну повстанцев со знаменем возглавила Райна Георгиева.
Кто первым назвал учительницу «Райна-княгиня» (в честь княгини Райны, дочери болгарского царя Петра) достоверно не установлено, в свидетельствах современников и исследованиях приведены различные версии, но сведения о том, что одним из руководителей восстания является болгарская княгиня Райна быстро распространились среди населения, стали известны турецким властям и за границами Болгарии.
После подавления восстания отец Райны был убит турками, она сама была выдана Хафузу-паше, арестована и подвергалась допросам и пыткам.
Из тюрьмы Пловдива Райну доставили в Пазарджик, где её допрашивал Хамид-паша, турецкими властями была создана специальная комиссия, которая должна была установить, является ли подследственная княгиней или самозванкой, а также получить от неё информацию по известным ей участникам восстания и их сторонникам.
Находившиеся в Филиппополе консулы европейских держав и иностранные журналисты встретились с арестованной, после чего казнить пленницу турки не решились. В защиту арестованной активно действовал русский консул, Райна была помиловала и отправлена в Панагюриште, но в связи с грозившей ей здесь опасностью вскоре была переправлена в Российскую империю.
В октябре 1876 года Дамское отделение при Московском славянском комитете обратилось к русскому консулу в Филиппополе Н. Герову с письмом, в котором сообщило о готовности принять и воспитать 15 болгарских детей-сирот. В дальнейшем, за счёт общества в московских монастырях, институтах, пансионах и частных семьях были размещены и взяты на содержание 27 девочек-сирот и одна участница восстания — учительница Райна Георгиева из Панагюриште.
В России Райна проживала в Страстном монастыре в Москве, здесь она окончила курсы акушерства, участвовала в устройстве прибывших с ней болгарских девочек-сирот, участвовала в общественной жизни. Вместе Райной в Россию приехал её брат Васил, который окончил военное училище и стал русским подданным (в ходе первой мировой войны в 1915 году полковник русской армии Васил Футеков погиб в районе Мазурских озер в бою с немецкими войсками).

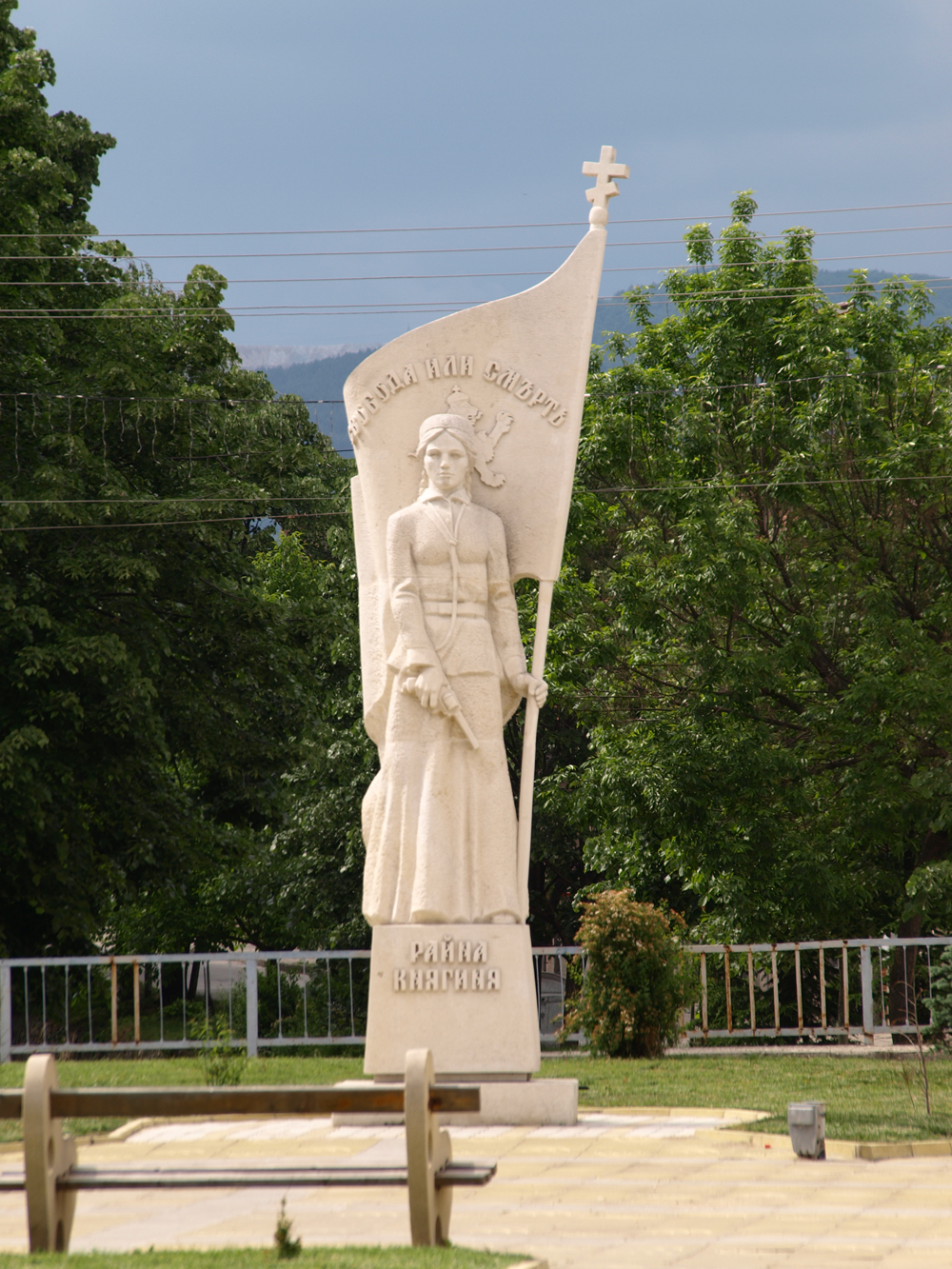
Памятник «Райна Княгиня» в Панагюриште

В 1877 году в России была издана её автобиография.
После окончания русско-турецкой войны 1877—1878 гг. и освобождения Болгарии — вернулась в Болгарию, преподавала сначала в трёхклассном училище для девочек в городе Тырново, летом 1882 года переехала в Панагюриште, где вышла замуж за Васила Дипчева.
Мать пяти сыновей (Иван, Георгий, Владимир, Петр и Асен), один из которых умер в детстве, остальные стали военнослужащими болгарской армии.
После смерти мужа в 1898 году работала акушеркой, умерла 29 июля 1917 года в Софии.

## Память, отражение в культуре и искусстве
- дом-музей «Райна Княгиня» в Панагюриште
- памятник «Райна Княгиня» в Панагюриште
- болгарская народная песня «Райна-княгиня»[4]